# Quercus oleoides
Quercus oleoides är en bokväxtart som beskrevs av Diederich Franz Leonhard von Schlechtendal och Adelbert von Chamisso. Quercus oleoides ingår i släktet ekar, och familjen bokväxter. Inga underarter finns listade.

## Bildgalleri

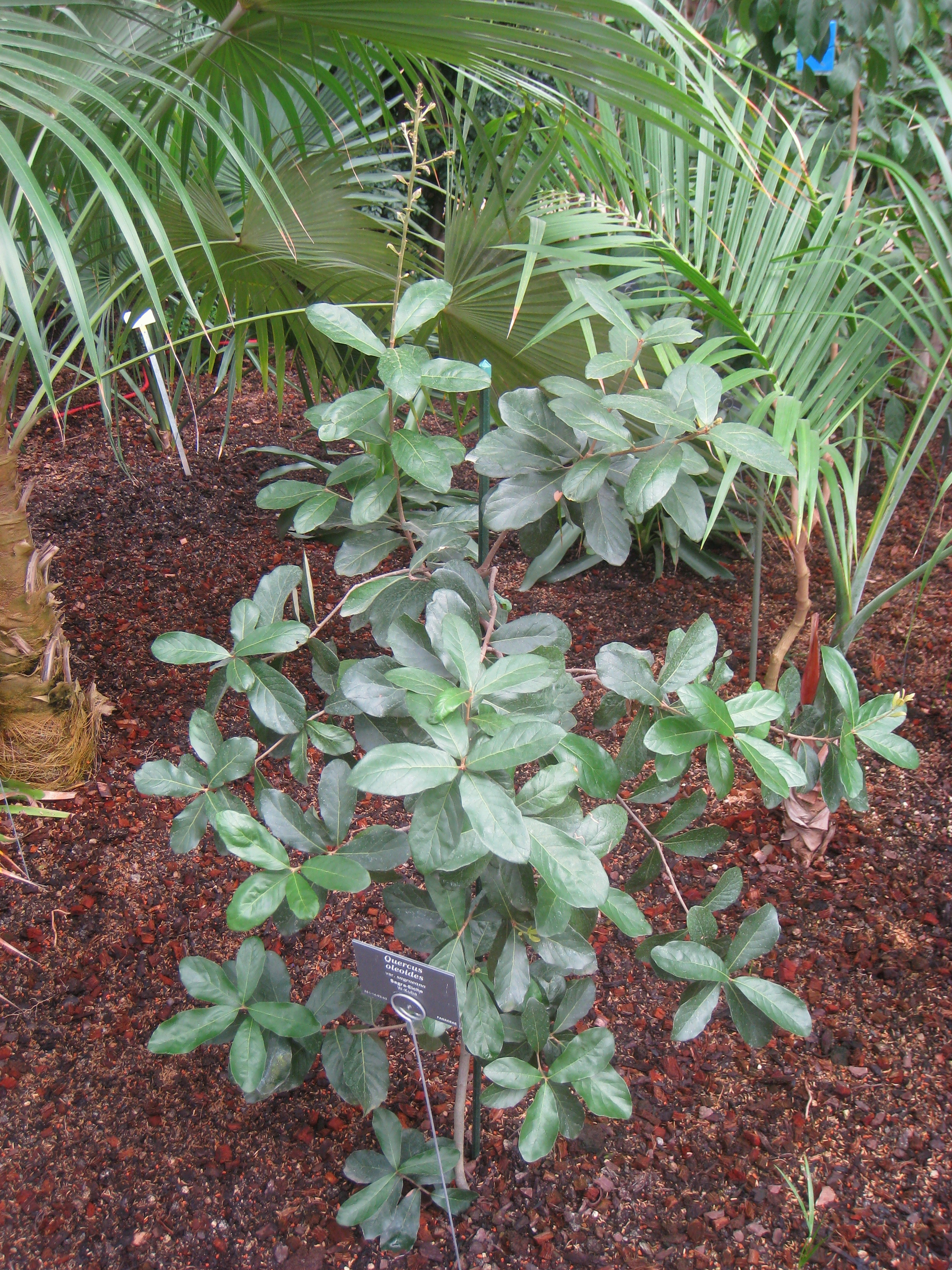